# MetaCrawler
MetaCrawler - це пошукова система. Це зареєстрована торгова марка InfoSpace, створена Еріком Селбергом.
Спочатку це була метапошукова система, як випливає з назви. Протягом свого існування він об’єднував результати веб-пошуку з таких джерел, як Google, Yahoo!, Bing (раніше Live Search), Ask.com, About.com, MIVA, LookSmart та інші програми пошукових систем. MetaCrawler також надав користувачам можливість пошуку зображень, відео, новин, ділових і особистих телефонних довідників, а деякий час навіть аудіо.

## Історія
MetaCrawler спочатку був розроблений у 1994 році в Університеті Вашингтона аспірантом Еріком Селбергом і професором Ореном Етціоні як доктор філософії Еріка Селберга. кваліфікаційний проект.  Спочатку він був створений для того, щоб забезпечити надійний рівень абстракції для програм веб-пошукових систем для вивчення семантичної структури Всесвітньої павутини. Однак це була корисна послуга сама по собі та мала низку дослідницьких проблем. Проте MetaCrawler не був першою метапошуковою системою у Всесвітній павутині. Це досягнення належить SavvySearch, розробленому в Університеті штату Колорадо, хоча запущеному лише за чотири місяці до MetaCrawler. 
MetaCrawler спочатку працював на чотирьох станціях AlphaStation  Digital Equipment Corporation і обробляв кілька сотень тисяч запитів на день. Це почало створювати значне навантаження на пропускну здатність UW. Стало зрозуміло, що MetaCrawler повинен мати певний спосіб оплати запитів, які він пересилає до основних пошукових систем. Через деякий час після запуску пошукової системи компанія NetBot, Inc., співзасновником якої є Етціоні , розпочала комерціалізацію MetaCrawler  і трьох інших програм UW: привіт! HomePage Finder, Occam і ShopBot. привіт! і Оккам насправді ніколи не комерціалізувалися. Потім NetBot об’єднав ядро MetaCrawler із ShopBot, щоб створити веб-сайт для метапокупок Jango. 
MetaCrawler запущено 7 липня 1995 року. 
Станом на кінець 1995 року MetaCrawler реєстрував понад 7000 пошукових запитів на тиждень і мав доступ до шести служб: Galaxy, InfoSeek, Lycos, Open Text, WebCrawler і Yahoo.  До кінця 1996 року було понад 150 000 запитів на день. 
Власники MetaCrawler не змогли визначити розумну бізнес-модель, тому в січні 1997 року вони продали її іншій інтернет-компанії Go2Net,  в яку співзасновник Microsoft Пол Аллен пізніше вклав 54 відсотки акцій.  Go2Net став публічним у квітні того ж року, зареєструвавшись на Nasdaq.  MetaCrawler мав близько 30 000 щоденних відвідувачів на початку 1997 року, але до середини 1998 року кількість відвідувачів підскочила до 275 000. 
Згодом NetBot був придбаний компанією Excite у жовтні 1997 року за 35 мільйонів доларів, де Jango став частиною Excite Network Shopping Channel.  І Селберг, і Етціоні відновили роботу в UW до 1999 року, коли вони приєдналися до Go2Net на рік, покинувши незадовго до придбання Go2Net компанією InfoSpace, Inc. у липні 2000 року за 4,2 мільярда доларів.  На той час Go2Net придбала іншу метапошукову систему Dogpile. 
У 2014 році MetaCrawler було об’єднано з іншою пошуковою системою InfoSpace, Zoo.com , яка спочатку була запущена в 2006 році  Домен MetaCrawler спочатку перенаправлявся на Zoo.com  , але згодом був змінений на перенаправлення на msxml.excite.com, сторінку пошуку Excite, також керовану InfoSpace.  
У липні 2016 року материнська компанія Blucora продала InfoSpace компанії OpenMail за 45 мільйонів доларів, у результаті чого MetaCrawler перейшов у власність OpenMail.  Пізніше OpenMail було перейменовано на System1. 
У 2017 році MetaCrawler перезапустив як власну пошукову систему. 